# Sainte-Opportune-la-Mare
Sainte-Opportune-la-Mare är en kommun i departementet Eure i regionen Normandie i norra Frankrike. Kommunen ligger i kantonen Quillebeuf-sur-Seine som tillhör arrondissementet Bernay. År 2022 hade Sainte-Opportune-la-Mare 429 invånare.

## Befolkningsutveckling
Antalet invånare i kommunen Sainte-Opportune-la-Mare
Referens:INSEE